# NGC 331
NGC 331 este o galaxie spirală barată situată în constelația Balena. A fost descoperită în anul 1886 de către Francis Leavenworth.